# 마즈 조브라니

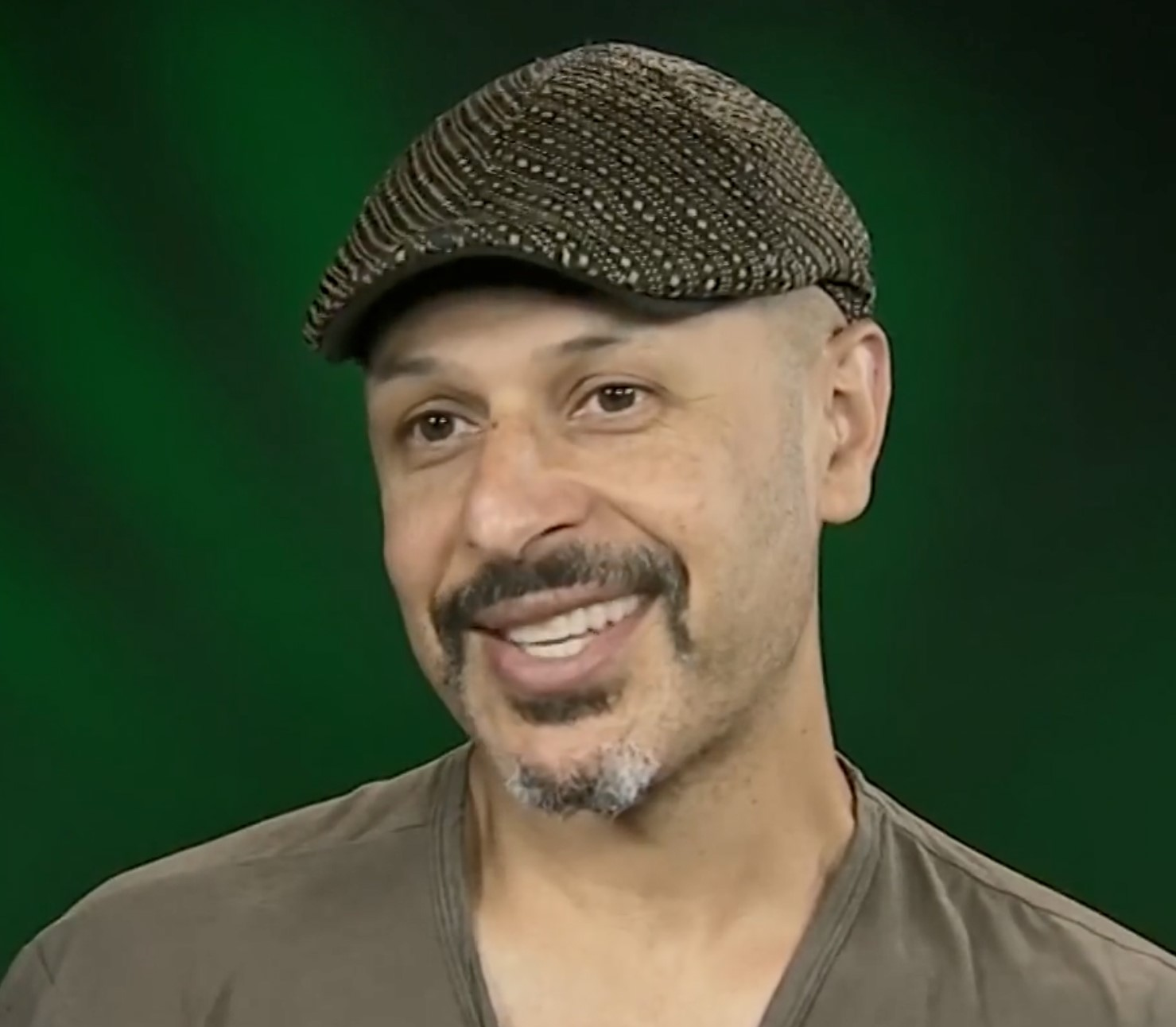
마즈 조브라니

마즈 조브라니(Maz Jobrani. 1972년 2월 26일 ~ 현재)는 이란계 미국인 코미디언이다. 조브라니는 현재 '악의 축' 코미디 그룹에 소속돼 있다.
조브라니는 1972년 이란의 테헤란에서 부동산을 기반으로 한 지역 유지인 부모님 밑에서 태어났다. 조브라니가 6살일 때, 가족 전체가 캘리포니아로 이주했다. 이후 조브라니는 샌프란시스코 만 지역에 위치한 티뷰론(TIburon)에서 자랐다. 그는 레드우드 고등학교를 졸업한 뒤, UC 버클리에서 정치학과 이탈리아어를 전공했다. 대학을 졸업한 뒤 조브라니는 UCLA에서 박사과정을 시작했는데, 이 때 그는 어릴 적부터 꿈이었든 코미디언이 되기로 결심한다.
코미디언이 된 조브라니는 제이 리노의 '투나잇 쇼', 크레이그 퍼거슨의 '레이트 레이트 쇼', 콜버트 리포트 등에 출연했다.
2005년부터 2011년까지는 이집트, 팔레스타인계 미국인 코미디언들과 함께 악의 축 코미디 투어를 열었다. '악의 축'의 게스트 멤버 중에는 한국계 요르단인인 정원호도 있다.